# Ina Menzel
Ina Menzel, ab 2008 Ina Hildebrandt (* 27. Juni 1978 als Ina Menzel), ist eine frühere deutsche Biathletin.
Ina Menzel debütierte 2001 bei einem Sprintrennen des Europacups in Ridnaun, wo sie Siebte wurde. Dort gewann sie ein Jahr später ein Sprintrennen. Ein zweites gewonnenes Europacuprennen war 2004 ein Staffelrennen in Méribel. 2004 wurde sie auch in Pokljuka erstmals im Biathlon-Weltcup eingesetzt. Ihr erstes Rennen, in dem sie bei einem Sprint 27. wurde, war zugleich auch ihr bestes Rennen.
Ihre größten Erfolge feierte Menzel auf europäischer Ebene. Bei den Titelkämpfen 2001 in Haute-Maurienne gewann sie mit Katja Beer, Simone Denkinger und Sabine Flatscher Staffelgold. Im folgenden Jahr gewann sie mit Janet Klein, Denkinger und Sabrina Buchholz erneut Staffelgold in Kontiolahti. 2003 in Forni Avoltri konnte sie zwar keine Staffelmedaille erreichen, jedoch gewann sie Bronzemedaillen in Einzel und Verfolgung. Im Jahr darauf in Minsk gewann sie nochmals Staffelbronze mit Sabrina Buchholz, Romy Beer und Katharina Echter.
2005 beendete sie ihre Karriere überraschend, blieb jedoch bei der Bundespolizei, wo sie während ihrer sportlichen Laufbahn eine Ausbildung in Bad Endorf zur Polizeivollzugsbeamtin absolvierte. Im Jahr 2008 heiratete sie und heißt seitdem Ina Hildebrandt.

## Biathlon-Weltcup-Platzierungen
Die Tabelle zeigt alle Platzierungen (je nach Austragungsjahr einschließlich Olympische Spiele und Weltmeisterschaften).
- 1.–3. Platz: Anzahl der Podiumsplatzierungen
- Top 10: Anzahl der Platzierungen unter den ersten zehn (einschließlich Podium)
- Punkteränge: Anzahl der Platzierungen innerhalb der Punkteränge (einschließlich Podium und Top 10)
- Starts: Anzahl gelaufener Rennen in der jeweiligen Disziplin
- Staffel: inklusive Mixed- und Single-Mixed-Staffeln

| Platzierung                           | Einzel | Sprint | Verfolgung | Massenstart | Staffel | Gesamt |
| ------------------------------------- | ------ | ------ | ---------- | ----------- | ------- | ------ |
| 1. Platz                              |        |        |            |             |         |        |
| 2. Platz                              |        |        |            |             |         |        |
| 3. Platz                              |        |        |            |             |         |        |
| Top 10                                |        |        |            |             |         |        |
| Punkteränge                           |        | 1      |            |             |         | 1      |
| Starts                                |        | 1      | 1          |             |         | 2      |
| Stand: nach Ende der Saison 2004/2005 |        |        |            |             |         |        |

## Weblink
- Ina Menzel in der Datenbank der IBU (englisch)

| Personendaten    | Personendaten              |
| ---------------- | -------------------------- |
| NAME             | Menzel, Ina                |
| ALTERNATIVNAMEN  | Hildebrandt, Ina (Ehename) |
| KURZBESCHREIBUNG | deutsche Biathletin        |
| GEBURTSDATUM     | 27. Juni 1978              |